# Corte d'appello di Milano

Territorio del distretto di Corte d'appello di Milano

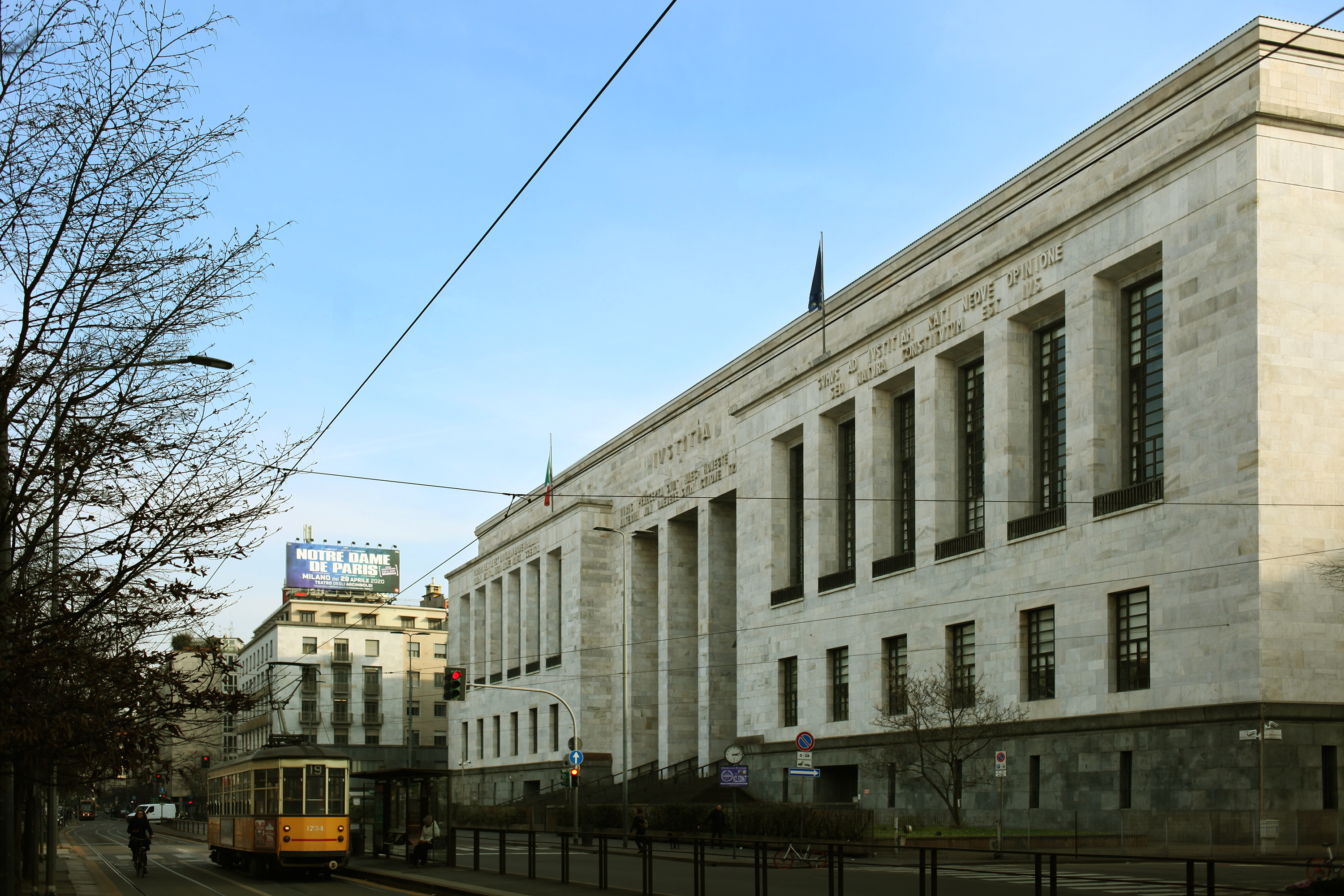
Palazzo di giustizia di Milano

Il distretto della Corte d'appello di Milano è formato dai circondari dei Tribunali ordinari di Busto Arsizio, Como, Lecco, Lodi, Milano, Monza, Pavia, Sondrio e Varese.
Costituisce una delle due Corti d'appello nel territorio della regione Lombardia. L'altro distretto di Corte d'Appello comprende i circondari dei Tribunali ordinari di Brescia, Bergamo, Cremona e Mantova.

## Competenza territoriale civile e penale degli uffici del distretto
Le circoscrizioni territoriali sono aggiornate al testo della legge 27 febbraio 2015, n. 11.

## Tribunale di Busto Arsizio

### Giudice di pace di Busto Arsizio
Albizzate, Arsago Seprio, Besnate, Busto Arsizio, Cairate, Cardano al Campo, Caronno Pertusella, Casale Litta, Casorate Sempione, Cassano Magnago,  Castellanza, Cavaria con Premezzo, Cislago, Fagnano Olona, Ferno, Gallarate, Gerenzano, Golasecca, Gorla Maggiore, Gorla Minore, Inarzo, Jerago con Orago, Lonate Pozzolo, Marnate, Mornago, Oggiona con Santo Stefano, Olgiate Olona,  Origgio,  Samarate,  Saronno, Sesto Calende, Solbiate Arno, Solbiate Olona, Somma Lombardo, Sumirago, Uboldo, Vergiate,  Vizzola Ticino

### Giudice di pace di Legnano[2]
Arconate, Buscate, Busto Garolfo, Canegrate, Castano Primo, Cerro Maggiore, Dairago, Legnano, Magnago, Nosate, Parabiago, Rescaldina, Robecchetto con Induno, San Giorgio su Legnano, San Vittore Olona, Turbigo, Vanzaghello, Villa Cortese

## Tribunale di Como

### Giudice di pace di Como
Albavilla, Albese con Cassano, Albiolo, Alserio, Alzate Brianza, Anzano del Parco, Appiano Gentile, Argegno, Arosio, Asso, Barni, Bellagio, Bene Lario, Beregazzo con Figliaro, Binago, Bizzarone, Blessagno, Blevio, Bregnano, Brenna, Brienno, Brunate, Bulgarograsso, Cabiate, Cadorago, Caglio, Cagno, Campione d'Italia, Cantù, Canzo, Capiago Intimiano, Carate Urio, Carbonate, Carimate, Carlazzo, Carugo, Casasco d'Intelvi, Caslino d'Erba, Casnate con Bernate, Cassina Rizzardi, Castelmarte, Castelnuovo Bozzente, Castiglione d'Intelvi, Cavallasca, Cavargna, Cerano d'Intelvi, Cermenate, Cernobbio, Cirimido, Civenna, Claino con Osteno, Colonno, Como, Corrido, Cremia, Cucciago, Cusino, Dizzasco, Domaso, Dongo, Dosso del Liro, Drezzo, Erba, Eupilio, Faggeto Lario, Faloppio, Fenegrò, Figino Serenza, Fino Mornasco, Garzeno, Gera Lario, Gironico, Grandate, Grandola ed Uniti, Gravedona ed Uniti, Griante, Guanzate, Inverigo, Laglio, Laino, Lambrugo, Lanzo d'Intelvi, Lasnigo, Lenno, Lezzeno, Limido Comasco, Lipomo, Livo, Locate Varesino, Lomazzo, Longone al Segrino, Luisago, Lurago d'Erba, Lurago Marinone, Lurate Caccivio, Magreglio, Mariano Comense, Maslianico, Menaggio, Merone, Mezzegra, Moltrasio, Monguzzo, Montano Lucino, Montemezzo, Montorfano, Mozzate, Musso, Nesso, Novedrate, Olgiate Comasco, Oltrona di San Mamette, Orsenigo, Ossuccio, Parè, Peglio, Pellio Intelvi, Pianello del Lario, Pigra, Plesio, Pognana Lario, Ponna, Ponte Lambro, Porlezza, Proserpio, Pusiano, Ramponio Verna, Rezzago, Rodero, Ronago, Rovellasca, Rovello Porro, Sala Comacina, San Bartolomeo Val Cavargna, San Fedele Intelvi, San Fermo della Battaglia, San Nazzaro Val Cavargna, San Siro, Schignano, Senna Comasco, Solbiate, Sorico, Sormano, Stazzona, Tavernerio, Torno, Tremezzo, Trezzone, Turate, Uggiate-Trevano, Val Rezzo, Valbrona, Valmorea, Valsolda, Veleso, Veniano, Vercana, Vertemate con Minoprio, Villa Guardia, Zelbio

## Tribunale di Lecco

### Giudice di pace di Lecco
Abbadia Lariana, Airuno, Annone di Brianza, Ballabio, Barzago, Barzanò, Barzio, Bellano, Bosisio Parini, Brivio, Bulciago, Calco, Calolziocorte, Carenno, Casargo, Casatenovo, Cassago Brianza, Cassina Valsassina, Castello di Brianza, Cernusco Lombardone, Cesana Brianza, Civate, Colico, Colle Brianza, Cortenova, Costa Masnaga, Crandola Valsassina, Cremella, Cremeno, Dervio, Dolzago, Dorio, Ello, Erve, Esino Lario, Galbiate, Garbagnate Monastero, Garlate, Imbersago, Introbio, Introzzo, Lecco, Lierna, Lomagna, Malgrate, Mandello del Lario, Margno, Merate, Missaglia, Moggio, Molteno, Monte Marenzo, Montevecchia, Monticello Brianza, Morterone, Nibionno, Oggiono, Olgiate Molgora, Olginate, Oliveto Lario, Osnago, Paderno d'Adda, Pagnona, Parlasco, Pasturo, Perego, Perledo, Pescate, Premana, Primaluna, Robbiate, Rogeno, Rovagnate, Santa Maria Hoè, Sirone, Sirtori, Sueglio, Suello, Taceno, Torre de' Busi, Tremenico, Valgreghentino, Valmadrera, Varenna, Vendrogno, Vercurago, Verderio Inferiore, Verderio Superiore, Vestreno, Viganò

## Tribunale di Lodi

### Giudice di pace di Lodi
Abbadia Cerreto, Bertonico, Boffalora d'Adda, Borghetto Lodigiano, Borgo San Giovanni, Brembio, Camairago, Carpiano, Casaletto Lodigiano, Casalmaiocco, Casalpusterlengo, Caselle Landi, Caselle Lurani, Castelnuovo Bocca d'Adda, Castiglione d'Adda, Castiraga Vidardo, Cavacurta, Cavenago d'Adda, Cerro al Lambro, Cervignano d'Adda, Codogno, Colturano, Comazzo, Cornegliano Laudense, Corno Giovine, Cornovecchio, Corte Palasio, Crespiatica, Dresano, Fombio, Galgagnano, Graffignana, Guardamiglio, Livraga, Locate di Triulzi, Lodi, Lodi Vecchio, Maccastorna, Mairago, Marudo, Massalengo, Mediglia, Melegnano, Meleti, Merlino, Montanaso Lombardo, Mulazzano, Orio Litta, Ospedaletto Lodigiano, Ossago Lodigiano, Paullo, Pieve Fissiraga, Salerano sul Lambro, San Colombano al Lambro, San Fiorano, San Giuliano Milanese, San Martino in Strada, San Rocco al Porto, San Zenone al Lambro, Sant'Angelo Lodigiano, Santo Stefano Lodigiano, Secugnago, Senna Lodigiana, Somaglia, Sordio, Tavazzano con Villavesco, Terranova dei Passerini, Tribiano, Turano Lodigiano, Valera Fratta, Villanova del Sillaro, Vizzolo Predabissi, Zelo Buon Persico

## Tribunale di Milano

### Giudice di pace di Milano
Assago, Baranzate, Basiano, Basiglio, Bellinzago Lombardo, Bollate, Bresso, Buccinasco, Bussero, Cambiago, Cassano d'Adda, Cassina de' Pecchi, Cernusco sul Naviglio, Cesano Boscone, Cesate, Cormano, Corsico, Cusago, Garbagnate Milanese, Gessate, Gorgonzola, Grezzago, Inzago, Limbiate, Liscate, Masate, Melzo, Milano, Novate Milanese, Opera, Pantigliate, Peschiera Borromeo, Pessano con Bornago, Pieve Emanuele, Pioltello, Pozzo d'Adda, Pozzuolo Martesana, Rodano, Rozzano, San Donato Milanese, Segrate, Senago, Settala, Settimo Milanese, Trezzano Rosa, Trezzano sul Naviglio, Trezzo sull'Adda, Truccazzano, Vaprio d'Adda, Vignate

### Giudice di pace di Rho
Arese, Arluno, Bareggio, Bernate Ticino, Boffalora sopra Ticino, Casorezzo, Corbetta, Cornaredo, Cuggiono, Inveruno, Lainate, Magenta, Marcallo con Casone, Mesero, Nerviano, Ossona, Pero, Pogliano Milanese, Pregnana Milanese, Rho, Santo Stefano Ticino, Sedriano, Vanzago, Vittuone

## Tribunale di Monza

### Giudice di pace di Monza
Agrate Brianza, Aicurzio, Albiate, Arcore, Barlassina, Bellusco, Bernareggio, Besana in Brianza, Biassono, Bovisio-Masciago, Briosco, Brugherio, Burago di Molgora, Busnago, Camparada, Caponago, Carate Brianza, Carnate, Carugate, Cavenago di Brianza, Ceriano Laghetto, Cesano Maderno, Cinisello Balsamo, Cogliate, Cologno Monzese, Concorezzo, Cornate d'Adda, Correzzana, Cusano Milanino, Desio, Giussano, Lazzate, Lentate sul Seveso, Lesmo, Lissone, Macherio, Meda, Mezzago, Misinto, Monza, Muggiò, Nova Milanese, Ornago, Paderno Dugnano, Renate, Roncello, Ronco Briantino, Seregno, Sesto San Giovanni, Seveso, Solaro, Sovico, Sulbiate, Triuggio, Usmate Velate, Varedo, Vedano al Lambro, Veduggio con Colzano, Verano Brianza, Villasanta, Vimercate, Vimodrone

## Tribunale di Pavia

### Giudice di pace di Abbiategrasso[3]
Abbiategrasso, Albairate, Bubbiano, Calvignasco, Cassinetta di Lugagnano, Cisliano, Gaggiano, Gudo Visconti, Morimondo, Ozzero, Robecco sul Naviglio, Rosate,  Vermezzo, Zelo Surrigone

### Giudice di pace di Pavia
Albuzzano, Badia Pavese, Bascapè, Battuda, Belgioioso, Bereguardo, Besate, Binasco, Borgarello, Bornasco, Carbonara al Ticino, Casarile, Casorate Primo, Cava Manara, Ceranova, Certosa di Pavia, Chignolo Po, Copiano, Corteolona e Genzone, Costa de' Nobili, Cura Carpignano, Dorno, Filighera, Gerenzago, Giussago, Gropello Cairoli, Inverno e Monteleone, Lacchiarella, Landriano, Lardirago, Linarolo, Magherno, Marcignago, Marzano, Mezzana Rabattone, Miradolo Terme, Monticelli Pavese, Motta Visconti, Noviglio, Pavia, Pieve Porto Morone, Rognano, Roncaro, San Genesio ed Uniti, San Martino Siccomario, San Zenone al Po, Santa Cristina e Bissone, Sant'Alessio con Vialone, Siziano, Sommo, Spessa, Torre d'Arese, Torre de' Negri, Torre d'Isola, Torrevecchia Pia, Travacò Siccomario, Trivolzio, Trovo, Valle Salimbene, Vellezzo Bellini, Vernate, Vidigulfo, Villanova d'Ardenghi, Villanterio, Vistarino, Zeccone, Zerbo, Zerbolò, Zibido San Giacomo, Zinasco

### Giudice di pace di Vigevano
Alagna, Albonese, Borgo San Siro, Breme, Candia Lomellina,  Cassolnovo, Castello d'Agogna, Castelnovetto, Ceretto Lomellina, Cergnago, Cilavegna, Confienza, Cozzo, Ferrera Erbognone, Frascarolo,  Galliavola, Gambarana, Gambolò, Garlasco, Gravellona Lomellina, Langosco, Lomello, Mede, Mezzana Bigli, Mortara, Nicorvo, Olevano di Lomellina, Ottobiano, Palestro, Parona, Pieve Albignola, Pieve del Cairo, Robbio,  Rosasco, San Giorgio di Lomellina, Sannazzaro de' Burgondi, Sant'Angelo Lomellina, Sartirana Lomellina, Scaldasole, Semiana, Suardi, Torre Beretti e Castellaro, Tromello, Valeggio, Valle Lomellina, Velezzo Lomellina, Vigevano, Villa Biscossi,  Zeme

### Giudice di pace di Voghera
Albaredo Arnaboldi, Arena Po, Bagnaria, Barbianello, Bastida de' Dossi, Bastida Pancarana, Borgo Priolo, Borgoratto Mormorolo, Bosnasco, Brallo di Pregola, Bressana Bottarone, Broni, Calvignano, Campospinoso, Canneto Pavese, Casanova Lonati, Casatisma, Casei Gerola, Castana, Casteggio, Castelletto di Branduzzo, Cecima, Cervesina, Cigognola, Codevilla,  Colli Verdi, Corana, Cornale, Corvino San Quirico, Fortunago, Godiasco Salice Terme, Golferenzo, Lirio, Lungavilla, Menconico, Mezzanino, Montalto Pavese, Montebello della Battaglia, Montecalvo Versiggia, Montescano, Montesegale, Montù Beccaria, Mornico Losana, Oliva Gessi, Pancarana, Pietra de' Giorgi, Pinarolo Po, Pizzale, Ponte Nizza, Portalbera, Rea, Redavalle, Retorbido, Rivanazzano Terme, Robecco Pavese, Rocca de' Giorgi, Rocca Susella, Romagnese, Rovescala, San Cipriano Po, San Damiano al Colle, Santa Giuletta, Santa Margherita di Staffora, Santa Maria della Versa, Silvano Pietra, Stradella, Torrazza Coste, Torricella Verzate, Val di Nizza, Varzi, Verretto, Verrua Po, Voghera, Volpara, Zavattarello, Zenevredo

## Tribunale di Sondrio

### Giudice di pace di Sondrio
Albaredo per San Marco, Albosaggia, Andalo Valtellino, Aprica, Ardenno, Bema, Berbenno di Valtellina, Bianzone, Bormio, Buglio in Monte, Caiolo, Campodolcino, Caspoggio, Castello dell'Acqua, Castione Andevenno, Cedrasco, Cercino, Chiavenna, Chiesa in Valmalenco, Chiuro, Cino, Civo, Colorina, Cosio Valtellino, Dazio, Delebio, Dubino, Faedo Valtellino, Forcola, Fusine, Gerola Alta, Gordona, Grosio, Grosotto, Lanzada, Livigno, Lovero, Madesimo, Mantello, Mazzo di Valtellina, Mello, Menarola, Mese, Montagna in Valtellina, Morbegno, Novate Mezzola, Pedesina, Piantedo, Piateda, Piuro, Poggiridenti, Ponte in Valtellina, Postalesio, Prata Camportaccio, Rasura, Rogolo, Samolaco, San Giacomo Filippo, Sernio, Sondalo, Sondrio, Spriana, Talamona, Tartano, Teglio, Tirano, Torre di Santa Maria, Tovo di Sant'Agata, Traona, Tresivio, Valdidentro, Valdisotto, Valfurva, Val Masino, Verceia, Vervio, Villa di Chiavenna, Villa di Tirano

## Tribunale di Varese

### Giudice di pace di Luino
Agra, Brezzo di Bedero, Brissago-Valtravaglia, Cadegliano-Viconago, Cassano Valcuvia, Castelveccana, Cremenaga, Cugliate-Fabiasco, Cunardo, Curiglia con Monteviasco, Dumenza, Ferrera di Varese, Germignaga, Grantola, Lavena Ponte Tresa, Luino, Maccagno, Marchirolo, Masciago Primo, Mesenzana, Montegrino Valtravaglia, Pino sulla Sponda del Lago Maggiore, Porto Valtravaglia, Rancio Valcuvia, Tronzano Lago Maggiore, Veddasca

### Giudice di pace di Varese
Angera, Arcisate, Azzate, Azzio, Barasso, Bardello con Malgesso e Bregano, Bedero Valcuvia, Besano, Besozzo, Biandronno, Bisuschio, Bodio Lomnago, Brebbia, Brenta, Brinzio, Brunello, Brusimpiano, Buguggiate, Cadrezzate, Cantello, Caravate, Carnago, Caronno Varesino, Casalzuigno, Casciago, Castello Cabiaglio, Castelseprio, Castiglione Olona, Castronno, Cazzago Brabbia, Cittiglio, Clivio, Cocquio-Trevisago, Comabbio, Comerio, Crosio della Valle, Cuasso al Monte, Cuveglio, Cuvio, Daverio, Duno, Galliate Lombardo, Gavirate, Gazzada Schianno, Gemonio, Gornate-Olona, Induno Olona, Ispra, Laveno-Mombello, Leggiuno, Lonate Ceppino, Lozza, Luvinate, Malnate, Marzio, Mercallo, Monvalle, Morazzone, Orino, Osmate, Porto Ceresio, Ranco, Saltrio, Sangiano, Taino, Ternate, Tradate, Travedona-Monate, Valganna, Varano Borghi, Varese, Vedano Olona, Venegono Inferiore, Venegono Superiore, Viggiù

## Altri organi giurisdizionali competenti per i comuni del distretto

### Sezioni specializzate
- Corti d’assise di Busto Arsizio, Como, Milano, Monza, Pavia, Sondrio e Varese
- Corte d'assise d'appello di Milano
- Sezioni specializzate in materia di impresa presso il Tribunale e la Corte d'appello di Milano
- Tribunale regionale delle acque pubbliche di Milano
- Sezione specializzata in materia di immigrazione, protezione internazionale e libera circolazione dei cittadini dell'Unione europea presso il Tribunale di Milano

### Giustizia minorile
- Tribunale per i minorenni di Milano[4]
- Corte d'appello di Milano, sezione per i minorenni

### Sorveglianza
- Uffici di sorveglianza di Milano, Pavia e Varese
- Tribunale di sorveglianza di Milano

### Giustizia tributaria
- Commissione tributaria provinciale (CTP): Como, Milano, Pavia, Sondrio e Varese
- Commissione tributaria regionale (CTR) Lombardia (Milano)

### Giustizia militare
- Tribunale militare di Verona[5]
- Corte d’appello militare di Roma

### Giustizia contabile
- Corte dei Conti Sezione Giurisdizionale per la regione Lombardia, sezione regionale di controllo per la Lombardia, Procura regionale presso la sezione giurisdizionale per la Lombardia (Milano)[6]

### Giustizia amministrativa
- Tribunale Amministrativo Regionale per la Lombardia (Milano)[7]

### Usi civici
- Commissariato per la liquidazione degli usi civici della Lombardia, con sede a Milano

## Serie dei Presidenti della Corte d'Appello
- Liberale Quintavalle, 21 aprile 1862 – 1 febbraio 1869
- Scipione Sighele, 17 marzo 1869 – 1 aprile 1879
- Filippo Capone, 8 maggio 1879 – 16 febbraio 1893
- Giulio Cesare Sacco Suardo, 16 febbraio 1893 – 23 luglio 1893
- Enrico Petri, 30 luglio 1893 – 17 gennaio 1894
- Guglielmo Donà, 19 aprile 1894 – 1 settembre 1896
- Luigi Dei Bei, 4 aprile 1897 – 19 febbraio 1899
- Gaetano Gardone, 9 febbraio 1899 – 1 aprile 1901
- Efisio Onnis, 18 aprile 1901 – 5 luglio 1902
- Federico Criscuolo, 8 dicembre 1902 – 1 ottobre 1908
- Antonio Spaziani, 13 dicembre 1908 – 14 gennaio 1909
- David Invrea, 31 gennaio 1909 –
- Natale Palummo, 18 maggio 1911 – 6 novembre 1918
- Giacomo Iona, 23 febbraio 1919 – 24 dicembre 1922
- Antonio Raimondi, 18 marzo 1923 – 20 gennaio 1930
- Piero Alberici, 18 febbraio 1930 – 21 luglio 1933
- Tito Preda, 28 settembre 1933 – 26 febbraio 1941
- Egidio Pignatti, 21 marzo 1941 – 30 aprile 1945
- Angelo Tommasi, 29 marzo 1946 – 22 settembre 1952
- Manlio Borrelli, 15 novembre 1952 – 5 maggio 1959
- Giovanni Ghirardi, 2 luglio 1959 – 23 settembre 1967
- Mario Trimarchi, 9 ottobre 1967 – 28 settembre 1977
- Mario De Ruggiero, 22 febbraio 1978 – 15 agosto 1981
- Francesco Falletti, 6 gennaio 1982 – 8 giugno 1984
- Piero Pajardi, 19 luglio 1984 – 6 gennaio 1994
- Vincenzo Salafia, 19 luglio 1994 – 18 agosto 1997
- Vincenzo Serianni, 16 marzo 1998 – 16 agosto 2001
- Giuseppe Grechi, 5 ottobre 2001 – 24 maggio 2009
- Alfonso Ignazio Marra, 1 marzo 2010 – 21 ottobre 2010
- Giovanni Canzio, 28 settembre 2011 – 6 gennaio 2016
- Marina Anna Tavassi, 26 settembre 2016 – 20 agosto 2020

## Serie dei Procuratori Generali della Repubblica
- Adolfo Beria d'Argentine, 1987 - 5 dicembre 1990
- Giulio Catelani, giugno 1991 - ottobre 1995
- Umberto Loi
- Francesco Saverio Borrelli, 13 maggio 1999 – 12 aprile 2002
- Mario Blandini, 19 dicembre 2002 – 21 giugno 2009
- Manlio Minale, 21 giugno 2010 – 8 maggio 2015
- Roberto Alfonso, 23 luglio 2015 – 24 febbraio 2020